# ليو جين يون
ليو جين يون كاتب صيني.

## سيرته الذاتية
وُلد جين يون في شهر مايو من عام 1958 بمقاطعة خنان، محافظة يان دين الواقعة بشمال المقاطعة. وهو كاتب صيني مُعاصر، وأحد أعضاء جريدة الفلاحين اليومية، وعضو جمعية الكتاب الصينين، وأحد أعضاء رابطة كتاب بكين المعاصرين. يُصنف جين يون ككاتب من الدرجة الأولى،
زوجته هي المحامية جوة جيان ماي، بفضل إنجازاته في مجال الكتابة والأدبية، حصل عام 2011 على جائزة ماودون الأدبية.
خدم في الجيش منذ عام 1973 حتى عام 1978، ثم بعدها وفي نفس العام التحق بقسم اللغة الصينية بجامعة بكين، وبعد تخرجه عام 1982، بدأ العمل بجريدة الفلاحين اليومية، ومنذ عام 1988 حتى عام 1991 قام بدارسة الماجستير في معهد لوشوين الأدبية، جامعة بكين للمعلمين.

## تحول رواياته لأعمال تليفزيونية وسينمائية
قام المخرج فانغ شياو جانغ بتحويل روايته «الهاتف الخلوي» إلى فيلماً سينمائياً عام 2003، وأدى كلاً من جانغ جوا لي وجا يو. حقق الفيلم إيرادات عالية في شباك التذاكر، ونال إعجاب الكثيرين.
وقام أيضاً شين يان بتحويل الرواية إلى مسلسل من 36 حلقة، وقام كلاً من وانغ جي وين وتشين داو مينغ بلعب دور البطولة.
قام المخرج ما لي ون بتحويل رواية «أنا اُدعى ليو يوة جين» إلى فيلماً سينمائياً عام 2007، حقق الفيلم إيرادات عالية في شباك التذاكر، ونال إعجاب الكثيرين، وقام وانغ يي كاي بتحويل نفس الرواية إلى مسلسل يحمل نفس الاسم.
قام فانغ شياو جانغ بتحويل رواية «حادثة 1942» إلى فيلماً سينمائياً. وحصل على جائزة أفضل كاتب سيناريو عام 2013، وحصل على جائزة الدجاجة الذهبية في دورتها التاسعة والعشرين لأفضل سيناريو مُعدَل، وجائزة التميز من التليفزيون الصيني في دورته الخامس عشرة، وجائزة الحصان الذهبي لأفضل سيناريو في دورته الخمسين.
عام 2016 قام المخرج فانغ شياو جانغ بتحويل رواية «أنا لستُ فان جين ليان»، وحصل على جائزة مهرجان تورنتو السينمائي الدولي، كما حصل أيضاً على جائزة فيليب للنقد السينمائي الدولي في دورتها الواحدة والأربعين. بالإضافة إلى جائزة مهرجان سان سباستيان السينمائي الدولي في دورته الأربعة والستين، وجائزة الصدفة الذهبية لأفضل مشهد سينمائي. وتم ترشيحه لجائزة الحصان الذهبي في دورته الثالثة والخمسين كأفضل مشهد سينمائي رومانسي، وأفضل إخراج وأفضل نص مٌقتبس، بالإضافة إلى خمس ترشيحات أخرى.
كما حصد جائزة جمعية المخرجين الصينيين لأفضل سيناريو عن عام 2016 بعد تحويل رواية «شخص تتحدث إليه» إلى فيليماً سينمائياً والذي
قامت ابنته ليو يو لين بأداء دور تمثيلي فيه. حصل على جائزة أفضل سيناريو في الدورة 67 لمهرجان برلين السينمائي الدولي.وعلى أعقاب هذا الفيلم تم إطلاق عليه لقب النجم الآسيوي الساطع.

## جوائزه
حصل على أعلى جائزة تقديرية من الحكومة المصرية عام 2016، وحصل أيضاً على جائزة وزارة الثقافة المغربية في معرض الدار البيضاء الدولي للكتاب في دورته الثانية والعشرين، (وهي أعلى جائزة ثقافية تُمنح). وهذا اعتراف كبير من البلاد العربية أمثال المغرب ومِصر على الإسهامات الثقافية التي خطها جين يون بقلمه. ومما قيل عنه أنه قد استطاع من خلال طريقته الطريفة أن يقدم محتوى ثقافي عميق المعنى والمغزى. واستطاع بأسلوبه السلس أن يعبر عن محتوى معقد. حيث قام باستخدام المرادفات والتعبيرات البسيطة في نسج أسلوب فني فريد. كان جين يون أول كاتب صيني يحصل على مثل تلك الجوائز.

## روابط خارجية
- ليو جين يون على موقع IMDb (الإنجليزية)
- ليو جين يون على موقع قاعدة بيانات الفيلم (الإنجليزية)